# Thalerotricha
Thalerotricha is een geslacht van vlinders van de familie sikkelmotten (Oecophoridae), uit de onderfamilie Oecophorinae.

## Soorten
- T. mesoplaca Turner, 1939
- T. montivaga Turner, 1939
- T. mylicella Meyrick, 1884